# 大圣马利亚堂
大聖馬利亞堂是一座英格蘭教會堂區教堂，位于英格兰剑桥市中心国王街北端。该镇另有一座小圣马利亚堂。
该堂属于伊利教区，还是剑桥大学的大学教堂。大学官员必须居住在距离大圣玛利亚教堂20英里路程之内，本科生必须居住在距离该堂3英里路程之内。教堂还举办大学布道，设有大学管风琴和大学钟。剑桥钟声后来被国会钟楼（“大本钟”）使用。